# Red Bull Racing RB19
El Red Bull Racing RB19 és el monoplaça que l'escuderia Red Bull Racing utilitza en la temporada 2023 de Fórmula 1. És pilotat per Max Verstappen, vigent campió i Sérgio Pérez. El cotxe funciona amb motors Honda amb el nóm de Red Bull Powertrains.
Va aconseguir ser un dels cotxes més dominants de la història de la categoria guanyant les 14 primeres carreres de la temporada i fent que l'equip obtingués el major rècord de victòries consecutives, 15 comptant amb l'RB18 a Abu Dhabi, i Max Verstappen el campió amb més victòries fins a això, amb un total de 16.

## Livery
El Red Bull RB19 fou presentat el 3 de febrer de 2023 a les 9:00 en la hora local (15h a europa) en Nova York.

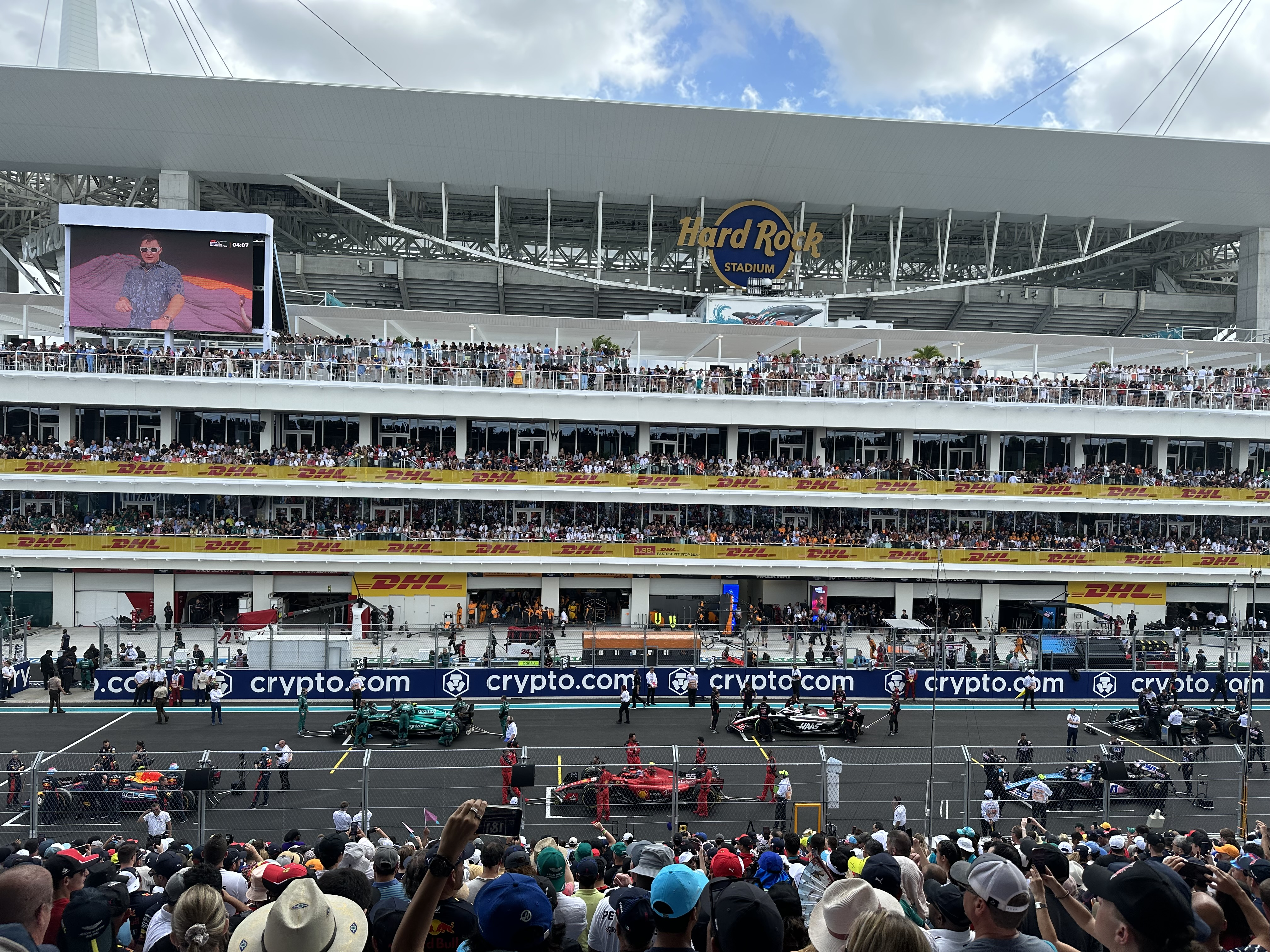
La graella de sortida del GP de Miami, mireu el cotxe de Pérez, el primer a la cantonada esquerra.

La pintura del cotxe encara és pràcticament idèntica de la predecessora Red Bull RB18, caracteritzada pel blau opac, pintura padronitzada per l'equip des del 2016 amb el RB12, amb lletres vermelles i patrocinadors blancs. Les úniques diferències respecte a l'RB18 són els logotips del nou patrocinador ROKit, situats a la zona de fixació de l'halo en lloc dels logotips de l'antic patrocinador Citrix, i els nous logotips del proveïdor d'articles esportius Castore en lloc dels logotips de Puma. Ambdues ales estan completament sense pintar des de la presentació i a les plaques de l'extrem de l'ala posterior, els logotips de Mobil1 i Esso ja no tenen el fons vermell, mentre que els logotips de Tezos desapareixen completament.
Al Gran Premi de Miami, en homenatge a la ciutat homònima, els cotxes de Verstappen i Pérez corren amb una lliurea revisitada que mostra tres franges de colors rosa, blau i fúcsia als laterals i en tota la longitud del cotxe, colors que s'han convertit en simbòlics gràcies a la sèrie de la televisió Miami Vice. El dibuix l'ha fet un fan com a part de la campanya Make Your Mark.
En el GP dels Estats Units, en referència a Texas, que acull l'esdeveniment, l'equip va col·locar les estrelles i ratlles en els colors blau, blanc i vermell, fent referència a la bandera de l'estat nord-americà.

## Característiques
L'RB19 manté les mateixes característiques de l'anterior RB18, donant lloc a una evolució. El morro està modificat: és més estret, a la part superior és més perfilat i menys arrodonit i també a la zona de la fixació a l'ala davantera té una forma més quadrada. A la part inferior, però, té forma de quilla. Les panxes conserven la mateixa forma que la RB18, però el rebaix sota els rails és més pronunciat i la part entre la part inferior i les panxes és més estreta. Lateralment al ventre hi ha un toc de petit buit. El camber a la zona de la cua roman al capó, estrenyent-se a la part inferior introduïda al GP d'Àustria del 2022. Adherint-se als canvis normatius per a l'any 2023, el cotxe té un pis elevat de 10mm a la part central i 25mm a la vora lateral i dels miralls més grans.
Al Gran Premi d'Azerbaidjan és introdueix un paquet d'actualització que modifica les entrades d'aire laterals, fent-les més fines i amples per canalitzar més aire sota els ventres, i introdueix un fons modificat a la zona de les preses d'aire davanteres.

## Temporada
En les proves de pretemporada a Sakhir (Bahrain), el monoplaça va demostrar ser una millora respecte al seu predecessor, el RB18, que va dominar completament el 2022. Els experts van assenyalar que el cotxe se sentia estable, fiable i fàcil de conduir, sent problemes tècnics prenent primer lloc amb Max Verstappen el primer dia i Sérgio Pérez el tercer dia de proves. L'holandès, preguntat pel cotxe, ha confirmat que ha millorat molt respecte al seu predecessor, afirmant que el cotxe ha millorat "a tot arreu".
Fases inicials: establint del domini

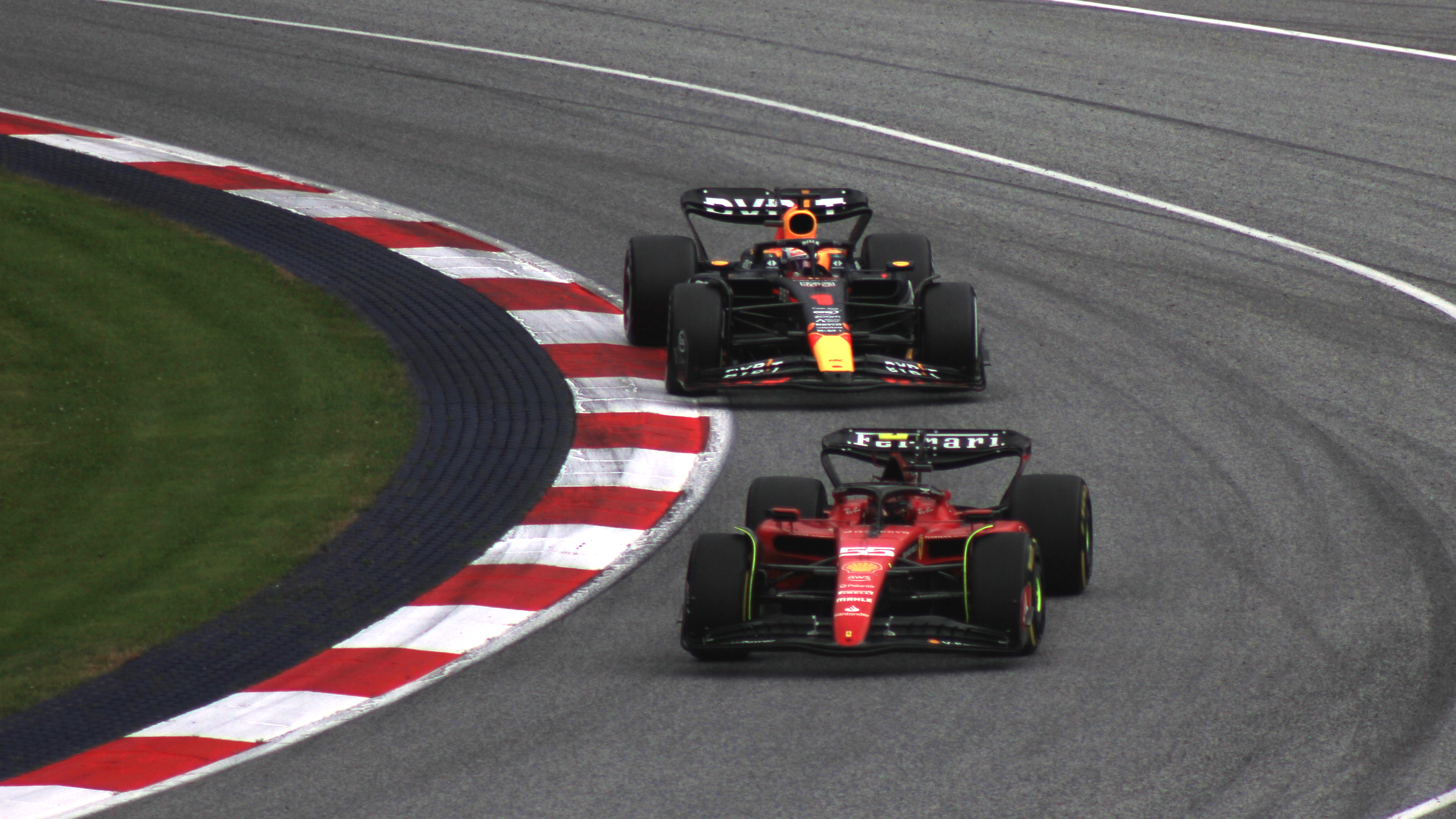
Verstappen disputant posició amb Sainz a Àustria.

A Bahrain, l'RB19 va mostrar com seria durant la temporada, Verstappen va aconseguir la pole position i va guanyar, mentre que Pérez va quedar segon. En les quatre curses següents, ambdós pilots van guanyar les següents, la qual cosa indica que tots dos lluitarien pel campionat, amb el mexicà separat per 14 punts de l'actual campió.
A partir del GP de Mònaco, les coses van començar a ser diferents per als dos pilots, Verstappen va aconseguir la pole i va guanyar sota la pluja, mentre que Pérez va començar a perdre el seu camí al campionat, estavellant el seu cotxe a la Q1 i acabant 15è, i l'holandès es va disparar lluny. el campionat en guanyar 10 curses seguides, des de Miami fins al GP d'Itàlia, superant el rècord de Sebastian Vettel, que fa 10 anys, va aconseguir 9 victòries consecutives amb el mateix equip. I Checo va perdre el seu camí al campionat, aconseguint resultats contrastats.
Fases finals: Obtenció del sisè campionat i el rècord de guanyadors
La gesta de les victòries va arribar a la seva fi al Singapur: En els entrenaments lliures, el cotxe va mostrar defectes, on tots dos pilots es van queixar del maneig, en la qualificació tots dos estaven a la Q2, i a la carrera, van baixar del podi, amb Max en cinquè i Checo en vuitè. A la propera cursa, tot torna a la normalitat, Verstappen guanya la cursa i Pérez abandona, amb el resultat, l'equip guanya el sisè títol de constructors i a Qatar, és el torn de l'holandès de convertir-se en campió en quedar tercer de la cursa sprint i primer a la cursa normal.

## Resultats complets
| Any   | Xassis        | Motor                    | Pneu. | Pilots         | 1   | 2   | 3   | 4   | 5   | 6   | 7   | 8   | 9   | 10  | 11  | 12  | 13  | 14  | 15  | 16  | 17  | 18  | 19  | 20  | 21  | 22  | 23  | Punts | Posició final |
| ----- | ------------- | ------------------------ | ----- | -------------- | --- | --- | --- | --- | --- | --- | --- | --- | --- | --- | --- | --- | --- | --- | --- | --- | --- | --- | --- | --- | --- | --- | --- | ----- | ------------- |
| 2023  | Red Bull RB19 | Honda RBPT RBPTH001 V6 t | P     |                | BHR | SAU | AUS | AZE | MIA | EMR | MON | ESP | CAN | AUT | GBR | HON | BEL | PBA | ITA | SIN | JPN | QAT | EUA | MEX | BRA | LAS | ABU | 706*  | 1r*           |
| 2023  | Red Bull RB19 | Honda RBPT RBPTH001 V6 t | P     | Max Verstappen | 1   | 2   | 1   | 23  | 1   | CC  | 1   | 1   | 1   | 1   | 1   | 1   | 1   | 1   | 1   | 5   | 1   | 12  | 1   | 1   |     |     |     | 706*  | 1r*           |
| 2023  | Red Bull RB19 | Honda RBPT RBPTH001 V6 t | P     | Sérgio Pérez   | 2   | 1   | 5   | 1   | 2   | CC  | 16  | 4   | 6   | 32  | 6   | 3   | 2   | 4   | 2   | 8   | Ret | 10  | 45  | Ret |     |     |     | 706*  | 1r*           |
| Font: |               |                          |       |                |     |     |     |     |     |     |     |     |     |     |     |     |     |     |     |     |     |     |     |     |     |     |     |       |               |